# George Worthington (tenisista)
George Allan Worthington (ur. 10 października 1928 w Sydney; zm. 8 grudnia 1964 w Londynie) – australijski tenisista.

## Kariera tenisowa
Worthington w swojej karierze cztery razy osiągnął ćwierćfinał Australian Championships (1949–1951, 1954). W grze podwójnej był finalistą tegoż turnieju w 1947, a w 1949 U.S. National Championships. W latach 1951–1952, 1955 triumfował w zawodach mikstowych Australian Championships, partnerując Thelmie Coyne Long.
W 1950 nominowany był do udziału w finale Pucharu Davisa przeciwko Stanom Zjednoczonym, pełnił jednak funkcję rezerwowego zawodnika.
Po zakończeniu kariery pracował w Brytyjskim Związku Tenisowym (Lawn Tennis Association) jako kapitan drużyny mężczyzn w Pucharze Davisa i kobiet w Pucharze Wightman.

### Finały w turniejach wielkoszlemowych

#### Gra podwójna (0–2)
| Końcowy wynik | Nr | Data | Turniej                                | Nawierzchnia | Partner       | Przeciwnicy                | Wynik finału  |
| ------------- | -- | ---- | -------------------------------------- | ------------ | ------------- | -------------------------- | ------------- |
| Finalista     | 1. | 1947 | Australian Championships, Sydney       | Trawiasta    | Frank Sedgman | John Bromwich Adrian Quist | 1:6, 3:6, 1:6 |
| Finalista     | 2. | 1949 | U.S. National Championships, Nowy Jork | Trawiasta    | Frank Sedgman | John Bromwich Bill Sidwell | 4:6, 0:6, 1:6 |

#### Gra mieszana (3–0)
| Końcowy wynik | Nr | Data | Turniej                            | Nawierzchnia | Partnerka         | Przeciwnicy              | Wynik finału  |
| ------------- | -- | ---- | ---------------------------------- | ------------ | ----------------- | ------------------------ | ------------- |
| Zwycięzca     | 1. | 1951 | Australian Championships, Sydney   | Trawiasta    | Thelma Coyne Long | Clare Proctor Jack May   | 6:4, 3:6, 6:2 |
| Zwycięzca     | 2. | 1952 | Australian Championships, Adelaide | Trawiasta    | Thelma Coyne Long | Gwen Thiele Tom Warhurst | 9:7, 7:5      |
| Zwycięzca     | 3. | 1955 | Australian Championships, Adelaide | Trawiasta    | Thelma Coyne Long | Jenny Staley Lew Hoad    | 6:2, 6:1      |